# Rasa de Montraveta (Torà)
La Rasa de Montraveta és un torrent afluent per la dreta de la Riera de Llanera. Neix a uns 600 m. al sud-oest de la masia de Clavells i transcorre íntegrament pel terme municipal de Torà (Solsonès) seguint la direcció predominant cap al sud. La seva xarxa hidrogràfica, que també transcorre íntegrament pel terme municipal de Torà, està constituïda per quatre cursos fluvials la longitud total dels quals suma 3.372 m.